# BRENDA
BRENDA (BRaunschweig ENzyme DAtabase) ist die weltweit umfassendste Online-Datenbank für funktionelle, biochemische und molekularbiologische Daten über Enzyme, Metabolite und Stoffwechselwege. Sie enthält Daten über Eigenschaften, Funktion und Bedeutung aller von der Enzymkommission der International Union of Biochemistry and Molecular Biology (IUBMB) klassifizierten Enzyme. Als ELIXIR Core Data Ressource und Global Core Biodata Resource gilt BRENDA als eine Datenressource von entscheidender Bedeutung für die internationale Forschungsgemeinschaft der Biowissenschaften. Die Datenbank stellt mit aktuellen Forschungsdaten aus wissenschaftlicher Primärliteratur einen repräsentativen Überblick über Enzyme und Metabolite zusammen und dient damit dem Zweck, Forschenden die Informationsbeschaffung zu erleichtern. BRENDA unterliegt den Bedingungen der Creative-Commons-Lizenz (CC BY 4.0), ist weltweit zugänglich und kostenlos nutzbar. Als eine der digitalen Ressourcen des Leibniz-Institut DSMZ – Deutsche Sammlung von Mikroorganismen und Zellkulturen GmbH ist BRENDA Teil der integrierten Biodateninfrastuktur DSMZ Digital Diversity.

## Geschichte
BRENDA wurde 1987 an der damaligen Gesellschaft für Biotechnologische Forschung, dem heutigen Helmholtz-Zentrum für Infektionsforschung, in Braunschweig von Dietmar Schomburg gegründet.
Die Grundidee Schomburgs war es, die relevantesten Enzymdaten aus der wissenschaftlichen Primärliteratur in standardisierter Form in einem allgemein zugänglichen Informationssystem zusammenzustellen und somit Forschenden die Literaturrecherche zu erleichtern. Er sah Forschende vor eine wachsende Herausforderung bei der Informationsbeschaffung gestellt, da die ersten großen Genomsequenzierungsprojekte die Menge funktioneller Enzymdaten rasch ansteigen ließ, während Informationen zu dieser Zeit noch manuell aus gedruckten Publikationen verschiedener Fachzeitschriften extrahiert werden mussten.
Zunächst wurden die Enzymdaten als Buchreihe publiziert. Der Springerverlag veröffentlichte 1990 das erste von neunzehn Ausgaben des „Springer Handbook of Enzymes“, das Daten zu über 3000 EC-Klassen enthielt. Eine zweite Auflage mit 39 Ausgaben mit Daten zu über 4900 EC-Klassen wurde von 2001 bis 2009 veröffentlicht.
Dietmar Schomburg folgte 1996 einem Ruf an die Universität Köln, wo er mit seiner Arbeitsgruppe die Datensammlung zu einem weltweit zugänglichen, kostenlosen online-Informationssystem weiterentwickelte, welches 1998 im SRS System des European Bioinformatics Institute (EBI; deutsch: Europäisches Institut für Bioinformatik) online verfügbar war. Im darauffolgenden Jahr wurde eine eigene Volltextdatenbank entwickelt, welche über die BRENDA-Webseite der Uni Köln abrufbar war, 2004 wurde diese in eine relationale Datenbank umgewandelt. Im Jahr 2007 kehrte Schomburg an die Technische Universität Braunschweig zurück. Der Sitz der Mitarbeitenden von BRENDA ist seitdem das Braunschweiger Zentrum für Systembiologie (BRICS).
Seit 2015 gehört BRENDA zu de.NBI, dem deutschen Netzwerk für Bioinformatik-Infrastruktur, und ist hier Teil des Center for Biological Data (BioData). Im Juni 2018 wurde BRENDA in die renommierte Liste der Core Data Resources aufgenommen, die von ELIXIR, einer europäischen Initiative für digitale Forschungsinfrastruktur der Biomedizin, geführt wird. Im Jahr 2022 wurde der Datenbank von der Global Biodata Coalition zudem der Status einer Global Core Biodata Resource zugesprochen. Seit Januar 2023 gehört BRENDA zum Leibniz-Institut DSMZ und erhält als Teil der vernetzten Datenservices DSMZ Digital Diversity dauerhafte Finanzierung.

## Inhalt und Funktionalität
Die BRENDA-Inhalte decken grundsätzlich Organismen aller Domänen ab und sind auf das breit gefächerte Interesse der wissenschaftlichen Gemeinschaft aus unterschiedlichen Bereichen der Lebenswissenschaften wie Systembiologie, Biotechnologie, Medizin und Pharmazeutik ausgerichtet.

### Enzymdaten
Die enzymspezifischen Daten in BRENDA werden aus wissenschaftlicher Literatur annotiert und dabei einer EC-Nummer (englisch: Enzyme Commission numbers) zugeordnet. Die EC-Nummern sind Teil eines von der IUBMB etablierten Systems, das Enzyme anhand ihrer katalytischen Aktivität, sprich der chemischen Reaktion, klassifiziert. Die Enzymkommission der IUBMB hat bisher über 8300 EC-Nummern in sieben Hauptklassen definiert, die alle – inklusive der obsoleten – in BRENDA zu finden sind. Die Daten zu allen Enzymen einer EC-Nummer werden auf einer gemeinsamen Übersichtsseite (Enzyme Summary Page) dargestellt und können über Filteroptionen auf einzelne Enzyme reduziert werden. Die Enzyme Summary Page zeigt den von der IUBMB festgelegten Namen für Enzyme dieser Klasse, das Reaktionsschema, das diese Enzymklasse definiert, sowie einen Kommentar der Enzymkommission. Die hier weiterhin dargestellten Informationen betreffen u. a. Enzymnomenklatur, Substrate und Produkte bzw. die katalysierten Reaktionen, inhibierende und aktivierende Liganden, Enzymstruktur, Isolierung und Aufreinigung, Enzymstabilität, kinetische Parameter, wie z. B. Km-Werte und Wechselzahl, das Vorkommen und die intrazelluläre Lokalisation sowie Mutationen.
Die Literaturbasis der Daten einer EC-Nummer kann mehrere hundert Publikationen umfassen, wenn diese medizinisch oder industriell relevante und somit gut untersuchte Enzyme enthält. Jeder Eintrag ist mit einer Literaturstelle sowie einem Organismus, aus dem das Enzym stammt, verknüpft. Sofern die Proteinsequenz bekannt ist und veröffentlicht wurde, werden Einträge außerdem einer spezifischen Proteinsequenz der UniProt-Datenbank zugeordnet. BRENDA stellt Links zu weiteren online-Informationssystemen zur Verfügung, mit denen die Einträge verknüpft sind. Neben ExplorEnz, dem Enzym-Informationssystem der IUBMB, sind das u. a. DSMZ-Datenbanken wie BacDive und CellDive, Proteinsequenz- und Proteinstrukturdatenbanken wie UniProt und PDB, Literaturdatenbanken wie PubMed und Europe PubMed Central und Ontologien wie NCBI-MeSH.

### Ligandendaten
Zusätzlich zur Enzymdatenbank enthält BRENDA eine Datenbank mit Informationen zu Liganden, meist niedermolekulare Verbindungen, die mit Enzymen interagieren. Diese sind je nach ihrer Rolle in enzymatischen Reaktionen als Substrat, Produkt, Inhibitor, Aktivator, Cofaktor oder als Metalle und Ionen (sofern ihre Funktion in der Literatur nicht näher spezifiziert ist) kategorisiert. Diese Moleküle können verschiedene Funktionen haben, sie können z. B. Metabolite des Primärstoffwechsels, natürlich vorhandene Antibiotika oder synthetische Verbindungen sein, die der Entwicklung von Medikamenten oder Pestiziden dienen. Alle Informationen zu einem in BRENDA annotierten Liganden sind zentral auf einer Übersichtsseite (Ligand Summary Page) abrufbar. Die hier dargestellten Informationen umfassen Struktur- und Summenformel, InChIKey, Synonyme und Informationen zur Rolle in enzymatischen Reaktionen inklusive der Reaktionsgleichungen und der kinetischen Daten wie Inhibitorkonstanten. Jeder Eintrag ist mit einer Referenzangabe und einer EC-Nummer verknüpft.

### Suchoptionen
Die Suchleiste auf der Homepage dient der schnellen Suche von Begriffen in bestimmten Datenkategorien, während über die Advanced Search-Funktion eine genaue Eingrenzung unterschiedlicher Suchparameter und somit eine gezielte Abfrage möglich ist. Die Full-text Search ermöglicht eine allumfassende Suche von Bezeichnungen in allen Textfeldern der Datenbank, inklusive der Kommentarfelder, deren Inhalt zwar auf den Summary Pages stets sichtbar ist, jedoch nur über diese Suchfunktion gezielt abgefragt werden kann.
Ligandendaten können nicht nur durch eine Abfrage von Ligandennamen, sondern auch anhand ihrer Struktur gefunden werden. Über die Suchmaske der Ligand structure search, die den JavaScript basierten JSME molecule editor verwendet, können Nutzende eine chemische Struktur zeichnen und in der BRENDA Ligandendatenbank nach Substrukturen, Isomeren bzw. ähnlichen Strukturen durchsuchen.
Zusätzlich zu diesen Webbrowser-basierten Abfragemöglichkeiten können Nutzende die BRENDA-Daten per SOAP-API oder SBML-Download beziehen. die manuell kuratierten Daten lassen sich außerdem im JSON- oder txt-Format herunterladen.
Die BRENDA-Zusatzfunktionen bieten darüber hinaus weitere Zugangswege zu den Daten.

### Zusatzfunktionen
Neben der Annotation neuer Daten entwickelt BRENDA stetig neue Datenbankfunktionen wie Ontologien oder Visualisierungen, die weitere Zugangswege zu den Daten eröffnen, Zusammenhänge aufzeigen und helfen, spezifische Fragestellungen zu beantworten.
Die BRENDA Tissue Ontology ist eine umfangreiche und strukturierte Ontologie mit Bezeichnungen für Gewebe, Organe, anatomische Strukturen, Pflanzenteile, Zellkulturen, Zelltypen und Zelllinien in Organismen aus allen taxonomischen Gruppen, in denen Enzyme vorkommen können. Es handelt sich dabei um eine hierarchisch geordnete Zusammenstellung von kontrollierten Begriffen.
Die BRENDA Metabolic Pathways stellen die in BRENDA annotierten Reaktionsgleichungen grafisch zu Stoffwechselwegen zusammengefasst dar. Sie werden von den BRENDA-Kuratoren manuell gezeichnet. Die BRENDA Metabolic Pathways visualisieren Stoffwechselwege, die weitestgehend wissenschaftlich beschrieben und deren Reaktionen, Enzyme und Liganden mehrheitlich in BRENDA zu finden sind. Durch Such- und Filterfunktionen lassen sich Stoffwechselwege, EC-Nummern oder Liganden (auch organismusspezifisch) hervorheben.
BRENDA stellt darüber hinaus weitere Tools zur Verfügung, von denen die wichtigsten im Folgenden beschrieben sind.
- Word Maps: Die Word Maps sind Zusammenstellungen von Begriffen, die im Zusammenhang mit einem Enzymnamen in Überschriften und Zusammenfassungen wissenschaftlicher Publikationen vorkommen. Es handelt sich um eine visuelle Darstellung der Verbindung einer EC-Nummer und assoziierten Begriffen aus Veröffentlichungen in Form einer Schlagwortwolke. Sie bieten Nutzenden einen ersten Überblick über wissenschaftliche Inhalte und Erkenntnisse, die im Zusammenhang mit diesem Enzym stehen. Die Schriftgröße zeigt an, wie häufig ein Begriff in Zusammenhang mit einer EC-Nummer vorkommt, die Schriftfarbe ordnet die Begriffe den Kategorien Enzym, Gewebe, intrazelluläres Vorkommen, Krankheit, Organismus, Anwendung und Ligand zu.
- 3D Viewer: Diese Funktion visualisiert die 3D-Struktur eines Enzyms, d. h. die Faltung des Proteins, und zeigt Disulfidbindungen, aktive Stellen, Bindungsstellen oder -regionen und Glykosylierungsstellen an.
- EC Explorer: Der EC Explorer ist eine hierarchisch kategorisierte Übersicht über alle EC-Nummern von der IUBMB Nomenklaturliste, inklusive der obsoleten. Die übergeordneten Klassen werden mit einer Kurzbeschreibung angezeigt, zu den einzelnen EC-Nummern werden Angaben der IUBMB wie Nomenklatur und Hauptreaktion dargestellt.
- EnzymeDetector: Die EnzymeDetector-Datenbank bietet einen vergleichenden und integrativen Ansatz für die Suche nach enzymatischen Annotationen. Die manuell annotierten sowie Text Mining-Daten aus BRENDA, UniProt, KEGG, PATRIC und NCBI's RefSeq, werden integriert, um einen umfassenden Überblick über einen Organismus zu erhalten. Die Daten werden durch selbst durchgeführte Vorhersagen ergänzt, z. B. BLAST gegen alle Enzymannotationen von Swiss-Prot und BrEPS Enzymmustererkennung.
- Genome Explorer: Dieses Tool visualisiert genetische Informationen eines Enzyms und zeigt außerdem den genetischen Kontext drei Gene vor bzw. hinter dem entsprechenden enzymkodierenden Gen.
- Localization Prediction: Diese Funktion trifft anhand von Proteinsequenzmotiven eine Vorhersage darüber, in welchem subzellulären Kompartiment ein Enzym wahrscheinlich vorkommt, inklusive einer Bewertung über die Verlässlichkeit dieser Vorhersage.
- Transmembrane Helices Prediction: Diese Funktion trifft anhand von Proteinsequenzmotiven eine Vorhersage darüber, an welchen Stellen ein Enzym Transmembranhelices besitzt oder membranassoziiert ist. Sie kann außerdem alle Enzymklassen angeben, die durch eine bestimmte Anzahl von Transmembranhelices charakterisiert sind. Sie verwendet die membrane protein topology prediction method, die auf einem Hidden Markov Model beruht.[13]
- Taxonomic Tree: Für den Taxonomic Tree werden die in BRENDA vorhandenen Organismen mit NCBI abgeglichen und hierarchisch aufgelistet. Hier lassen sich Organismen oder übergeordnete taxonomische Klassen finden und über Verlinkungen organismenspezifische Enzymdaten abrufen.
- BKMS-react: BKMS-react ist eine integrierte und nicht-redundante biochemische Reaktionsdatenbank, die verschiedene Schreibweisen bekannter enzymkatalysierter und spontaner Reaktionen aus BRENDA, KEGG, MetaCyc und SABIO-RK übersichtlich zusammenfasst.
- CUPSAT: Das Cologne University Protein Stability Analysis Tool (CUPSAT) ist ein Instrument zur Vorhersage von Veränderungen der Proteinstabilität bei Punktmutationen. Das Vorhersagemodell verwendet Aminosäure-Atom-Potenziale und die Torsionswinkelverteilung, um die Aminosäureumgebung der Mutationsstelle zu bewerten. Außerdem kann das Vorhersagemodell die Aminosäureumgebung anhand ihrer Lösungsmittelzugänglichkeit und Sekundärstrukturspezifität unterscheiden.

## Annotation

### Manuelle Annotation
Die Daten in BRENDA stammen aus wissenschaftlicher Primärliteratur. Der Integrationsprozess neuer Daten beginnt mit einer manuellen Literaturrecherche in PubMed und Scopus und der Auswahl relevanter, qualitativer und umfangreicher Publikationen. Aus diesen werden Daten annotiert und das Ergebnis anschließend qualitativ zweifach kontrolliert. All diese Schritte werden manuell von wissenschaftlichen Mitarbeitenden mit einschlägiger Fachkompetenz durchgeführt. Gleichsam werden die Strukturformeln der Liganden manuell erstellt und kuratiert. Nach der Kuration durchlaufen die Daten im Zuge der Eingliederung in die Datenbank mehrere hundert computergestützte Kontrollen, welche die formale Korrektheit der Daten prüfen. Neue Daten werden zweimal pro Jahr auf der BRENDA Webseite veröffentlicht.
Die sieben EC-Klassen werden nicht parallel, sondern nacheinander periodisch aktualisiert. Für Daten neu beschriebener Enzyme, die zu keiner bestehenden EC-Nummer passen, werden neue BRENDA-interne EC-Nummern angelegt, die den Großbuchstaben „B“ vor der letzten Ziffer beinhalten. Dies sind vorläufige Hilfsenzymklassen, die noch nicht offiziell von der IUBMB zugelassen worden sind. Sobald eine ausreichende Menge an belastbaren wissenschaftlichen Daten zu einer B-Nummer in BRENDA annotiert wurde, reichen BRENDA-Mitarbeitende der IUBMB Enzymkommission diese als Neuvorschlag zur Begutachtung ein. Die Kuratorinnen von BRENDA sind selbst Teil des Nomenklaturkomitees der IUBMB. Neue EC-Nummern werden umgehend in die BRENDA Datenbank aufgenommen und mit dem nächsten Release online veröffentlicht.

### Text Mining
Durch den manuellen und selektiven Annotationsprozess ist die Literaturbasis und die damit einhergehende Datenmenge in BRENDA quantitativ begrenzt. Im Jahr 2006 wurde eine computergestützte Funktion zur Informationsgewinnung etabliert (Text Mining), die den manuell kuratierten Datenkern erweitert. Dabei durchsuchen computergestützte Methoden online verfügbare Fachliteratur und annotieren automatisch bestimmte Informationen in den entsprechenden Datenkategorien. In BRENDA sind vier Text Mining Informationssysteme nutzbar: FRENDA (Full Reference ENzyme DAta), AMENDA (Automatic Mining of ENzyme DAta), DRENDA (Disease-Related ENzyme information DAtabase) und KENDA (Kinetic ENzyme DAta). Als Grundlage für das Text Mining dient die Literaturdatenbank PubMed. Um die für BRENDA relevanten Informationen zu erhalten, werden alle Titel und Zusammenfassungen der wissenschaftlichen Artikel in PubMed nach bestimmten Textbausteinen und Begriffen durchsucht, gespeichert und für BRENDA aufbereitet. Es gibt keine Qualitätskontrolle der mittels Text Mining akquirierten Daten durch die BRENDA-Mitarbeitenden, die AMENDA Ergebnisse umfassen jedoch eine automatische qualitative Bewertung, die Nutzende bei der Einschätzung der wissenschaftlichen Güte der Ergebnisse unterstützt.